# 泡泡襪

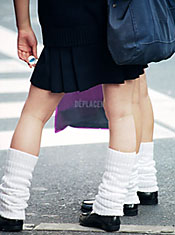
日本少女所穿的泡泡襪

泡泡襪（日语： Rūzusokkusu、和製英語：loose socks），亦称大象袜、堆堆袜，是一種襪子，最初源於美國的登山靴用襪，後來流行於日本高中女學生中。
在日本，泡泡襪是學生制服的一種變形，長期下來已蔚然成風。泡泡襪一開始由高中女學生穿著，後來台灣的國中女生也爭相模仿，試圖讓自己看起來更像成熟的高中女生。不過，年輕成年人以及年紀較大的婦女通常不穿泡泡襪。

## 穿著方式
真正日本的泡泡襪由來，是源於冬季氣溫極低的日本中部山區。最初是一些婦女在冬天時會編織長度到大腿長毛襪給自己或孩子穿，原本是比較貼身的長毛襪，經常穿著造成鬆緊帶鬆垮，一些婦人（孩童）會在工作運動量大時造成長毛襪松垮下來，再因有些穿著服裝的前衛者的推崇，演變至今變成泡泡襪。
泡泡襪幾乎都是白色的，雖然也有黑色和海軍藍的款式。一般而言，泡泡襪比一般的襪子還大。泡泡襪的長度一般在膝蓋以下，用「襪子膠水」和「襪必貼」（後者是Hakugen公司的商品）兩樣東西固定在腳上。這兩樣工具類似襪套，不同之處在於襪套並不穿在腳踝上。泡泡襪常與短裙子和瑪莉珍高跟鞋或無帶釦便鞋搭配穿著。

## 出現與流行
自1990年代初期以來，日本高中女生開始流行將裙襬縮短。到了同年代中期，她們穿起進口的登山靴用襪，以展現自己的腿部（或者只是為了禦寒）。這種登山襪由America's E.G. Smith等製襪廠商生產。
對於泡泡襪的起源地，有兩種說法。一說是宮城縣仙台市，也有說是茨城縣水戶市。但兩個版本都認為女學生是為了禦寒而穿著鬆垮的襪子。有人認為泡泡襪的流行是因為這種襪子能夠讓腿看起來較為纖細。自此之後，泡泡襪開始大賣，並流行至東京和大阪等主要城市，乃至全日本。泡泡襪很快獲得大眾青睞，特別是高中女生。
泡泡襪在1996年至1998年間最為流行。因此，當時出現了許多變形的款式，甚至還有兩公尺長的襪子。這些變形款式主要的穿著的族群是烤肉妹。有些學校禁止學生穿著泡泡襪到學校，所以有些學生乾脆只在校外穿著。學校禁止泡泡襪的事件透過媒體的報導而引起大眾注意，使人們認為泡泡襪是高中女學生的一種文化象徵。
1998年以後，泡泡襪慢慢地開始退流行。大約2000年開始，正規的海軍藍及膝襪相對地開始流行起來。不過泡泡襪在高中女生中仍然很流行，特別是在日本較都市化的地區（例如東京、名古屋、大阪）。